# Galicië (Spanje)
Galicië (Spaans: Galicia, Galicisch: Galicia of Galiza) is een van de zeventien autonome regio's van Spanje en ligt in het uiterste noordwesten van het Iberisch Schiereiland.
Galicië grenst in het zuiden aan Portugal, in het westen aan de Atlantische Oceaan, in het noorden aan de Cantabrische Zee en in het oosten aan de andere Spaanse autonome regio’s Asturië en Castilië en León. De hoofdstad van Galicië is Santiago de Compostella, een stad met iets minder dan 100.000 inwoners, maar de grootste stad is Vigo en de grootste agglomeratie A Coruña. Galicië heeft twee officiële talen, het Galicisch en het Spaans.
De nationale feestdag van Galicië valt op 25 juli, dat is de feestdag van Sint Jakobus de Meerdere, die in Spanje Santiago wordt genoemd.

## Geschiedenis

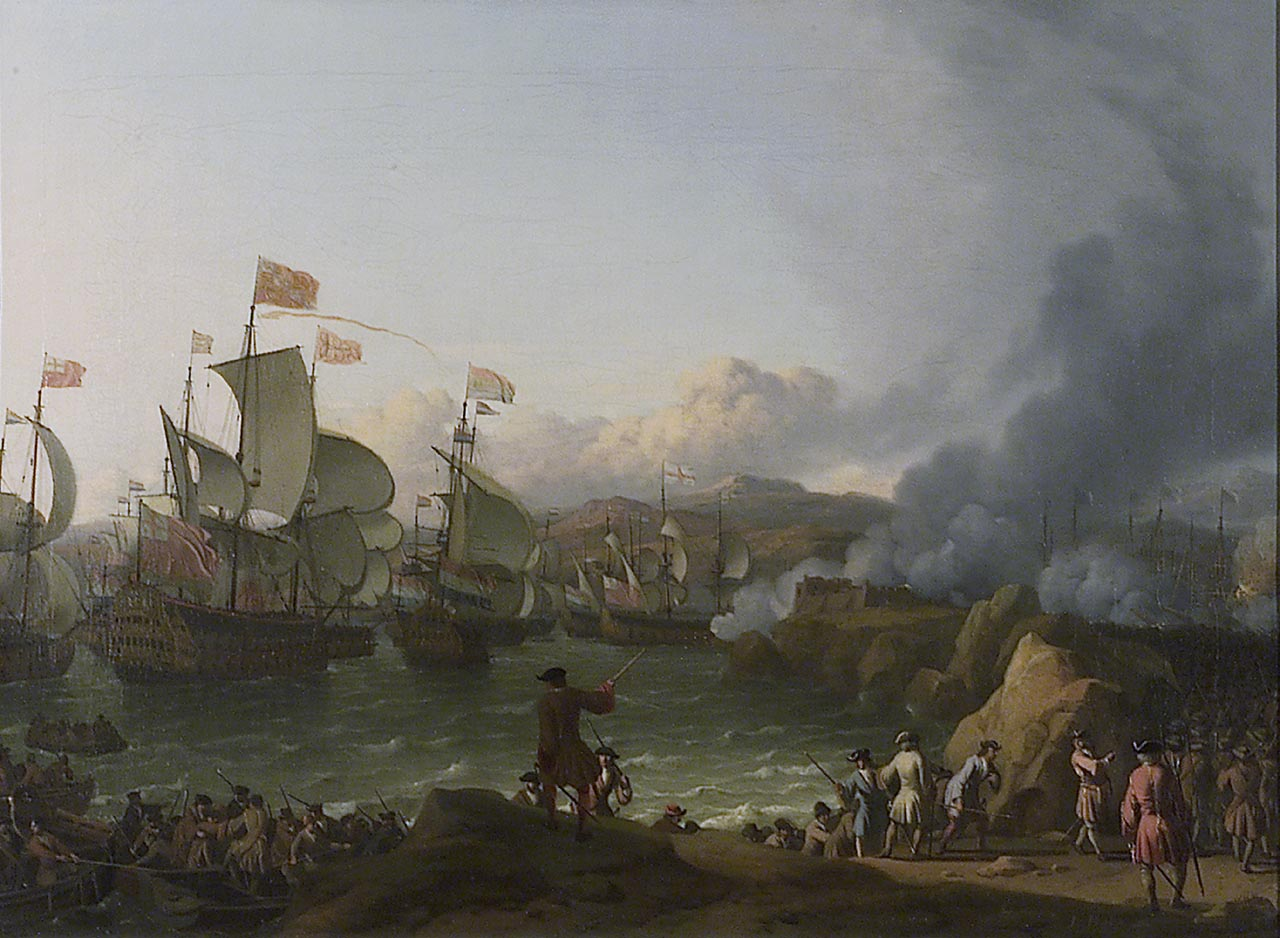
Bij de Zeeslag bij Vigo in 1702 wisten Engeland en Nederland bijna de gehele Spaanse en Franse zeemacht te vernietigen.

Galicië wordt bewoond sinds het Paleolithicum. In de 6e eeuw voor Christus kwamen de Kelten naar het noordwestelijk deel van Spanje.
In de tweede eeuw voor Christus arriveerden de Romeinen. In de vijfde eeuw volgden invasies van Sueben en Vandalen en van de negende tot en met de elfde eeuw vielen de Noormannen de noordwestkust van Spanje aan.
Het Koninkrijk Galicië ontstond tijdens de Reconquista. Het werd herhaaldelijk bij andere Spaanse koninkrijken getrokken, tot aan de eenwording van Spanje vanaf de Reyes Católicos.
Het feodale systeem en de kerkelijke hiërarchie zorgden ervoor dat Galicië de laatste eeuwen, in vergelijking met de overige Spaanse provinciën, steeds verder achter raakte op economisch gebied. Door de Galiciërs wordt als stekend voorbeeld van die achterstand vaak verhaald over dorpen die verstoken bleven van elektriciteit hoewel de energiecentrale al twintig jaar naast het dorp stond.
Op 18 mei 1981 trad het nieuwe statuut van autonomie (Estatuto de Autonomía de Galicia) in werking. Hiermee verkreeg de regering van de deelstaat meer bevoegdheden.
In 2002 werden de Galicische stranden getroffen door vervuiling van de olietanker Prestige. Er werd veel kritiek geleverd op de Spaanse autoriteiten, die het schip naar open zee lieten slepen, met het gevolg dat de vervuiling zich nog meer verspreidde. Voor de bevolking, die voor een groot deel van visserij leeft, was de Prestige een grote ramp.
Galicische nationalistische terroristen lieten in 2003 enkele bommen ontploffen in de buurt van Spaanse doelwitten, onder meer kantoren van de Partido Popular. Bij de aanslagen vielen geen slachtoffers, er werd alleen materiële schade aangericht.

## Geografie

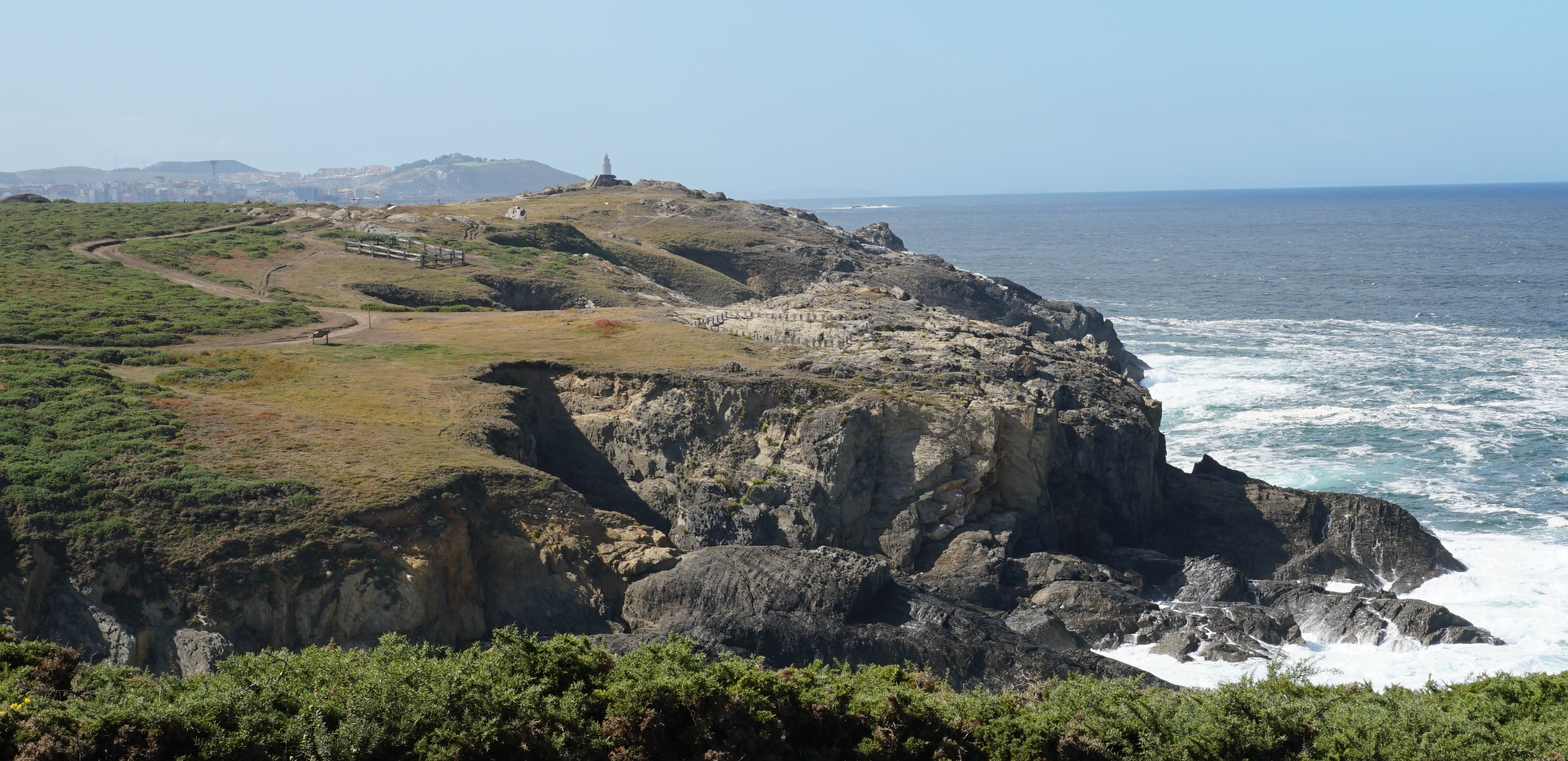
Rotsen en kliffen langs de Galicische kust, nabij A Coruña

Tot het hooggebergte in Zuidoost Galicië behoren los Picos de Ancares (1826 m), de Cabeza de Manzaneda (1787 m) en de Peña Trevinca in de Serra de Queixa (2031 m).
De kust is 1200 kilometer lang, en vormt daarmee 30% van de totale Spaanse kustlengte. Galicië omvat vier provincies: A Coruña, Pontevedra, Ourense en Lugo. In Lugo bevinden zich twee grote natuurgebieden, de Ancares en de Courel.
Voor de kust liggen de archipel van Cíes (bestaande uit de eilanden Faro, Monteagudo en het eiland van San Martiño), de archipel van Ons (bestaande uit de eilanden Ons en Onza), de archipel van Sálvora (bestaande uit Sálvora, Vionta en Sagres), en andere eilanden als Cortegada, Arousa, Sisargas en Malveiras. Een groot deel van de eilanden behoort tot beschermde natuurgebieden.
Het binnenland van Galicië wordt voor een groot deel gevormd door uitgestrekte bosgebieden. Elk jaar wordt Galicië getroffen door zware bosbranden.

## Bevolking

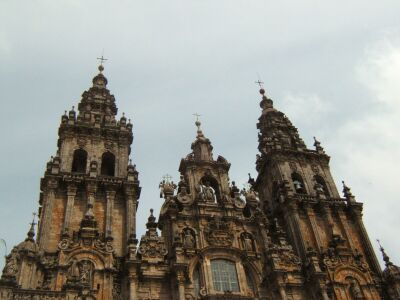
Kathedraal van Santiago de Compostela

Ondanks de hoge emigratiecijfers van de 20e eeuw is Galicië een van de dichtstbevolkte gebieden van Spanje.
De hoogste bevolkingsdichtheid vinden we in A Coruña (143 inw./km²) en Pontevedra (207 inw./km²). Het grootste deel van de bevolking leeft op het platteland, hoewel er in de laatste decennia sprake is van een trek naar de steden. De bevolking concentreert zich in de parochies, hetgeen een overblijfsel is van de kerkelijke hiërarchie die in de Middeleeuwen ontstond. De grootste stad is Vigo, met 293.642 inwoners (2018).
Een groot deel van de beroepsbevolking is werkzaam in de primaire sector: landbouw, veeteelt, visserij en bosbouw (In Ourense is dit 32% van de bevolking, in Lugo 43%).
Galicië had in 1920 1.980.000 inwoners, in 1950 2.604.000 en in het begin van de jaren negentig 2.720.500 inwoners.
In de 20e eeuw was er sprake van een grote emigratie. Alle Galicische provincies hadden gedurende de periode tussen 1946 en 1970 een negatief migratiecijfer.
In de regio Galicië spreekt ongeveer 70% van de bevolking Galicisch. Deze taal is een variant van het Portugees, met wat invloeden van het Spaans. Bovendien wordt het Galego ook nog gesproken in een klein deel van Castilië en León, en in sommige delen van Zuid-Amerika (bijvoorbeeld in Buenos Aires in Argentinië). In totaal spreken ongeveer drie miljoen mensen Galicisch. De Spaanse staat erkent Galicisch als een van de vier officiële talen van Spanje (samen met Castiliaans, Catalaans en Baskisch).

### Demografische ontwikkeling
Bevolkingscijfers in duizendtallen
Bron: INE

## Bestuurlijke indeling

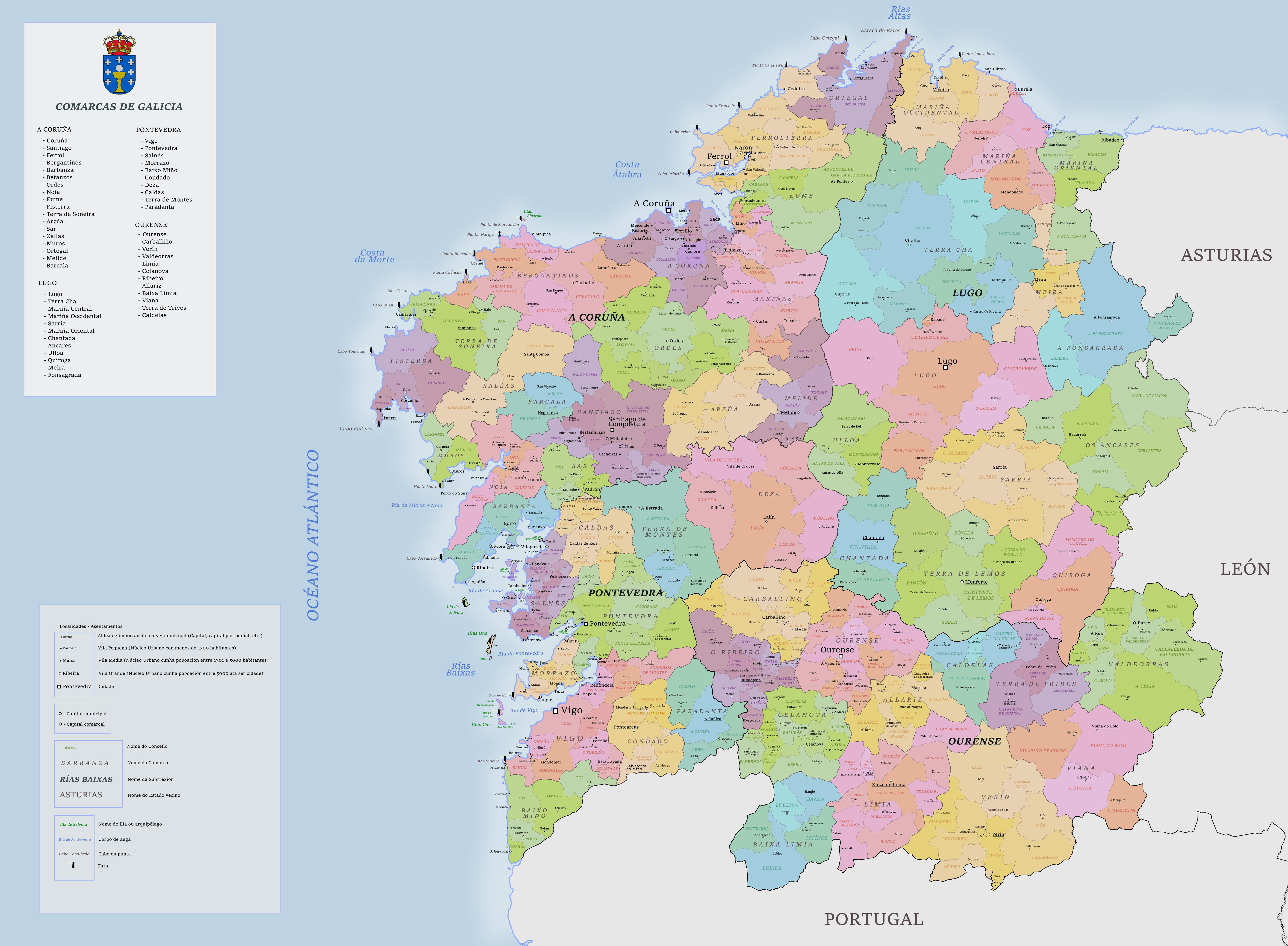
Galicië is onderverdeeld in vier provincies en ruim 50 comarca's.

De regionale regering van Galicië, de Xunta de Galicia, is gevestigd in Santiago de Compostella. De huidige president van Galicië is Alfonso Rueda Valenzuela. 
Galicië bestaat uit vier provincies:
| Provincie  | Inwoners 2021 | Hoofdstad           | Inwonertal |
| ---------- | ------------- | ------------------- | ---------- |
| A Coruña   | 1 120 501     | A Coruña            | 243 320    |
| Lugo       | 326 068       | Lugo                | 93 450     |
| Ourense    | 305 297       | Ourense             | 108 137    |
| Pontevedra | 946 311       | Pontevedra          | 80 096     |
|            |               | grootste stad: Vigo | 293 725    |
| Totaal     | 2 762 198     |                     |            |

## Economie

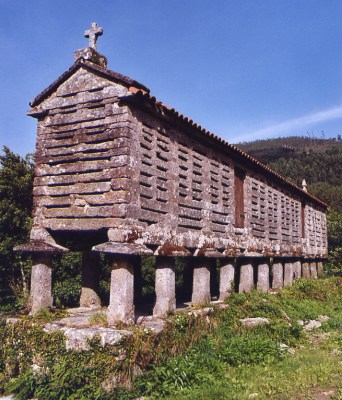
Een hórreo. Dergelijke graanschuren ziet men in Galicië veel. Door de palen kan ongedierte niet binnendringen.

Galicië is tot enkele jaren geleden een van de armste delen van West-Europa geweest. Aan het einde van de jaren zeventig begon een proces van modernisering en industrialisatie. Dankzij de toenemende verzelfstandiging kregen lokale industrieën toegang tot middelen die hen tot dan toe onthouden waren. De laatste jaren ontvangt Galicië regelmatig subsidies vanuit de Europese Unie. De melkproductie maakte in 2003 23% van de totale Spaanse melkproductie uit.
De vissector is de grootste van Spanje en vissersboten uit Galicië bevissen de hele Atlantische oceaan. Ook de kweek van mosselen en andere schelpdieren is belangrijk. De laatste jaren speelt de kunstmatige productie van algen een steeds belangrijkere rol.
In de jaren tachtig en negentig ontstonden er in Galicië verscheidene grote multinationals, zoals de textielgigant Inditex, en de aannemersmaatschappij Fadesa. Een belangrijke werkverschaffer is ook de automobielindustrie met een grote fabriek van Citroën in Vigo.
Toerisme speelt een toenemende rol in de economie van Galicië. De regio is populair bij de Spanjaarden zelf, vooral bij diegenen die 's zomers de hitte willen ontvluchten.
Santiago de Compostela is een trekpleister voor zowel pelgrims als Spaanse- en buitenlandse toeristen.

## Trivia
De Spaanse zanger Julio Iglesias bezingt de streek in zijn lied Un canto a Galicia uit 1972. Hoewel Iglesias in Madrid geboren is, zong hij de tekst toch in het Galicisch. Zijn vader kwam uit Ourense in Galicië. Het lied werd een wereldhit.